# Мелвил (остров, Австралия)
Мелвил (на английски: Melville Island) е остров в източната част на Тиморско море, край северните брегове на Австралия, административно принадлежащ към Северната територия. Площта му е 5786 km², която му отрежда 2-ро място по големина сред австралийските острови след Тасмания.
Остров Мелвил се простира на 117 km от запад на изток, а ширината му варира от 10 до 69 km. Разположен е на 80 km на север-североизток от град Дарвин, от който го отделя заливът Бигъл. На югоизток се мие от водите на залива Ван Димен, на запад тесният (0,6 km) проток Апсли го отделя от остров Батърст, на юг протока Кларънс (ширина 24 km) – от континента, а на изток протока Дъндас (ширина 27 km) – от полуостров Коберг (част от големия полуостров Арнхемланд). Северните му брегове са силно разчленени от няколко малки, но дълбоко врязващи се в сушата естуари на реки, а останалите му брегове са почти праволинейни. Релефът му е равнинен с максимална височина 258 m. Климатът е субекваториален, мусонен. Целият остров е покрит със смесени, листопадни и вечнозелени мусонни евкалиптови гори. През 2010 населението на острова е наброявало 1030 души, живеещи в две постоянни населени места: Миликапити (559 душ, на северния бряг) и Пирлангимпе (440 души, на западния бряг, на протока Апсли).
Участък от северния бряг на острова е открит през 1644 г. от видния холандски мореплавател Абел Тасман. През 1818 г. английският мореплавател Филип Паркър Кинг детайлно изследва и картира бреговете му и го наименува в чест на бившия (1804 – 05) британски морски министър Хенри Дъндас, 1-ви виконт Мелвил (1742 – 1811).